# Il terrore corre sull'autostrada
Il terrore corre sull'autostrada (Drive a Crooked Road) è un film del 1954, diretto da Richard Quine.